# Massacre de l'église d'Essakané-Village
Le massacre de l'église d'Essakané-Village est une attaque terroriste perpétrée le 25 février 2024 à Essakané-Village, localité du Burkina Faso en proie à une insurrection djihadiste depuis 2015.

## Déroulement
L'attaque survient près de la triple frontière du Burkina Faso, du Mali et du Niger, zone d'opération habituelle des groupes djihadistes. Elle est perpétrée contre une église catholique au cours de la messe dominicale. Dans un premier temps, l'abbé Jean-Pierre Sawadogo, vicaire général du diocèse de Dori, parle d'une « attaque terroriste » dans un contexte de forte activité de groupes armés islamistes depuis 2015 dans le pays. Le 8 mars, l'attaque est finalement revendiquée par l'État islamique dans le Grand Sahara.
Le village se trouve à proximité de la mine d'Essakané, mine d'or à ciel ouvert exploitée par la société canadienne Iamgold.

## Bilan humain
Au cours de l'attaque, douze fidèles sont tués sur place et trois autres meurent de leurs blessures au centre de santé de la localité, selon le bilan communiqué par l'abbé Jean-Pierre Sawadogo,. Le curé qui assurait la messe figure parmi les blessés.

## Une vague de violences
Le même jour, d'autres attaques attribuées aux groupes djihadistes sont menées contre une mosquée à Natiaboani (département de Fada N'Gourma) et contre trois détachements militaires près de Tankoualou, Kongoussi et Ouahigouya ; une dizaine de Volontaires pour la défense de la patrie (VDP, supplétifs de l'armée) sont tués. En représailles, selon Human Rights Watch, l'armée burkinabée massacre plus de 200 civils dans les villages de Komsilga, Nodin et Soroe.